# Falchion
Falchion es el nombre de una espada ficticia de la saga de videjouegos Fire Emblem. Es una legendaria espada forjada de los colmillos del dragón Naga después de su muerte. Fue utilizada por el héroe Anri para derrotar a Medeus, el dragón oscuro. Más tarde, en Fire Emblem: Ankoku Ryū to Hikari no Tsurugi (y en todos los posteriores remakes y secuelas), Marth, el descendiente directo de Anri, la obtiene después de que Gharnef es derrotado con la magia Starlight, y la utiliza para derrotar Medeus. En Fire Emblem: Shadow Dragon, Marth pueden recibir una versión más débil de la Falchion de Nagi, el verdadero origen de esta versión es desconocida, pero es posible que se forjó a partir de uno de los colmillos propios de Nagi.
Esta espada es utilizada en los siguientes juegos:
- Fire Emblem: Ankoku Ryū to Hikari no Tsurugi
- Fire Emblem Gaiden
- Fire Emblem: Monshō no Nazo
- Fire Emblem: Shadow Dragon
- Fire Emblem: Shin Monshō no Nazo ~Hikari to Kage no Eiyū~
- Fire Emblem: Awakening
- Fire Emblem Fates
- Fire Emblem Echoes: Shadows of Valentia
- Fire Emblem Heroes
- Fire Emblem Warriors

## Cameos
- En Kirby Super Star Ultra es uno de los tesoros.
- En Super Smash Bros. Melee, Super Smash Bros. Brawl, Super Smash Bros. para Nintendo 3DS y Wii U y Super Smash Bros. Ultimate la utiliza Marth.
- Monster Hunter Frontier G.
- En Code Name: S.T.E.A.M. la utiliza Marth.

## Curiosidad
A pesar de su nombre, la Falchion no es en realidad una espada, sino una espada larga de la Edad Media que se usa con una sola mano. Una espada real está en curva, la hoja es de un solo filo más parecido a una cimitarra.
- Datos: Q5855437